# Imid heptasíry
Imid heptasíry je anorganická sloučenina se vzorcem S7NH. Tato světle žlutá pevná látka je, stejně jako elementární síra, dobře rozpustná v sirouhlíku. Patří mezi imidy síry (obecný vzorec Sx(NH)y).

## Příprava a struktura
Imid heptasíry se připravuje reakcí chloridu sirného s amoniakem, ale byly vyvinuty i jiné metody přípravy. Při uvedené reakci vznikají kromě S7NH také tři izomery S6(NH)2 a dva izomery S5(NH)3. Je to analog S8, jeden atom síry je nahrazen skupinou NH. S2NH centrum je téměř rovinné, což naznačuje, že NH skupina není zásaditá.